# Kampylometer
Kampylometer är en enkel apparat för uppmätning av godtyckligt krökta linjers längd. Uppfinnare är en löjtnant Gaumet, som behövde ett hjälpmedel för att på en karta mäta exempelvis vägars längd.
Kampylometern är en tillämpning av mikrometerprincipen. I en gaffel är mellan skänklarnas ytterändar en gängad skruv med 1,5 mm stigning monterad. På skruven löper en trissa med exakt 5 cm omkrets. Skänklarnas längd är avpassad så att trissan precis får rum med ett minimalt spel. På gaffelns rot är en skala graverad med 1,5 mm avstånd mellan skalstrecken. För varje varv trissan roterar förskjuts den till nästa skalstreck på gaffeln. Trissan har på ena sidan 50 skalstreck jämnt fördelade längs periferin, och på den andra sidan 40 skalstreck på samma sätt. För att trissan inte ska slira mot underlaget är den svagt lättrad längs kanten.
Vid användning vrides först trissan så att dess skalstreck 0 står intill gaffelns skalstreck 0. Apparaten hålles därefter lodrätt på en karta med trissan vid början av den väg man vill mäta. Den föres därefter längs en godtyckligt krokig väg till målet. Antalet hela varv trissan roterat avläses enligt förskjutningsskalan på gaffelns rot, och antalet delar av ett varv på trissans läge vid kanten av gaffelns rot. Avläsning på den ena eller andra sidan av trissan ger då antalet 50-delar resp 40-delar av ett varv.
Med kännedom om kartans skalfaktor kan man enkelt överföra mätresultatet till verkligt avstånd i km. 1 skalstreck på den sida som är graderad till 50 motsvarar då 100 meter på en karta i skala 1:100 000, och multiplar och submultiplar bas 10 kan lätt bestämmas med huvudräkning.
På samma sätt ger avläsning på den sida av trissan som är märkt i 40-delar att ett skalstreck motsvarar 100 meter på en karta i skala 1:80 000.
Äldre engelska kartor har skalfaktor inch/mile (0,0254/1609,3472) vilket leder till metriskt obekväma skalfaktorer på 1:63 360 (avrundat värde) och multiplar och submultiplar därav. På en sådan karta mäter man med kampylometern den aktuella vägsträckan och kör den sedan baklänges över kartans skallinje erforderligt antal gånger tills kampylometern åter visar 0. Man har då fått fram sträckans längd i miles —  eventuellt plus några feet (0,3058 m) därtill —  vilket enkelt kan omräknas till kilometer och meter.

## Etymologi
Kampylometer kan härledas från grekiska kampylos, med betydelsen krökt, böjd, alltså ett mätdon för något krokigt.